# Sun SPOT

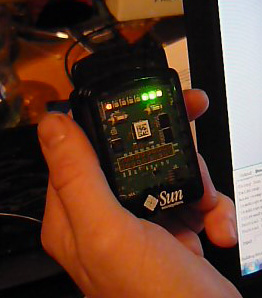
Sun SPOT

Sun SPOT (Sun Small Programmable Object Technology)
is een draadloze-sensornetwerktechnologie, gemaakt door het Amerikaanse bedrijf Sun Microsystems.
De doelstelling bestaat erin een hardware- en softwareplatform te creëren om WSN-toepassingen te kunnen ontwikkelen in de JAVA-programmeertaal. Uniek aan dit apparaat is dat het gebouwd is op een Sqauwk Virtuele Machine. Het netwerk is gebaseerd op de IEEE 802.15.4-standaard, waarbovenop ZigBee gebruikt kan worden.

## Hardware
Er bestaan twee versies van de sunSPOT-toestellen. Een basisstation bevat enkel een rekengedeelte met netwerkmogelijkheden. Ze krijgen hun stroom via een USB-aansluiting.
Daarnaast zijn er ook toestellen met daarbovenop een ingebouwde batterij en een sensormodule met ingebouwde RGB-leds, sensoren, druktoetsen en I/O pinnen. De mobiele sensormodules zijn hierdoor iets dikker.
Het volledig samengestelde apparaat past in de palm van een hand.

### Processor
- 180 MHz 32 bit ARM920T core - 512K RAM - 4M Flash

### Sensoren en actuatoren
- 2G/6G 3-assen accelerometer
- Temperatuur sensor
- Licht sensor
- 8 RGB-LEDs
- 6 analoge inputs
- 2 drukknoppen
- 5 I/O aansluitingen voor algemeen gebruik en 4 output aansluitingen die hoge stromen aankunnen.

### Batterij
- een herlaadbare 3,7V-lithium-ionbatterij van 750 mAh
- 30 uA deep sleep mode
- Automatisch batterijbeheer is ingebouwd in de softwarelaag.

### Netwerkmogelijkheden
- 2.4 GHz IEEE 802.15.4 netwerkmogelijkheid met ingebouwde antenne
- USB-aansluiting

## Software
De software voor de sunSPOTs wordt volledig in java ontwikkeld. Er wordt gebruikgemaakt van een compacte J2ME[Squawk virtuele machine] die zonder besturingssysteem rechtstreeks op de processor draait.

## Ontwikkelhulpmiddelen
Standaard Java IDE's zoals NetBeans kunnen gebruikt worden om toepassingen voor de SunSPOT's te ontwikkelen.
Het beheer en gebruiksklaar maken van toepassingen gebeurt met behulp van "SPOTworld"

## Beschikbaarheid
De SunSPOT ontwikkelpakketten zijn beschikbaar sinds april 2007 in de Verenigde Staten. Het introductiepakket bestaat uit twee sensormodules, een basisstation, ontwikkelhulpmiddelen een usb kabel en een systeem om de spots ergens aan vast te kunnen klikken.
De software is compatibel met Windows XP, Mac OS X 10.4 en de meest voorkomende Linux-distributies.
Het pakket wordt op verschillende hogescholen gebruikt om leerlingen op een eenvoudige manier met WSN-netwerken te laten experimenteren.

## Open source
Zowel de virtuele machine, de drivers en toepassingen en de sunSPOT code zijn volledig open source.